# Cullinandiamanten
Cullinandiamanten är en diamant som hittades i Cullinan i Sydafrika den 26 januari 1905 av Frederick Wells, anställd hos det sydafrikanska företaget Premier Diamond Mining Company. Diamanten var då den största slipbara sten som någonsin hittats. Vikten var 3106,75 carat. Gruvans ägare, Sir Thomas Cullinan, fick ge namn åt stenen och även orten där gruvan fanns, numera stad (8 693 invånare 2011).

## Historia
Stenen köptes 1907 av regeringen i Transvaal som gav den som present till sitt statsöverhuvud, den brittiske kungen Edward VII på dennes 66-årsdag den 9 november 1907.
När stenen 1907 skulle transporteras från Sydafrika skapades under stor diskretion en kopia av diamanten. Denna sändes med båt med påtaglig bevakning av engelska detektiver, medan den riktiga stenen diskret sändes i ett vanligt postpaket.
Det bestämdes att den stora rådiamanten borde delas, och delarna slipas till något vackert. Uppdraget gick till det belgiska diamantsliperiet I J Asscher Brothers i Amsterdam, som drevs av fem bröder. Tre av dem studerade rådiamanten i flera månader för att komma underfund med den bästa klyvplanen.

### Dramatisk klyvning

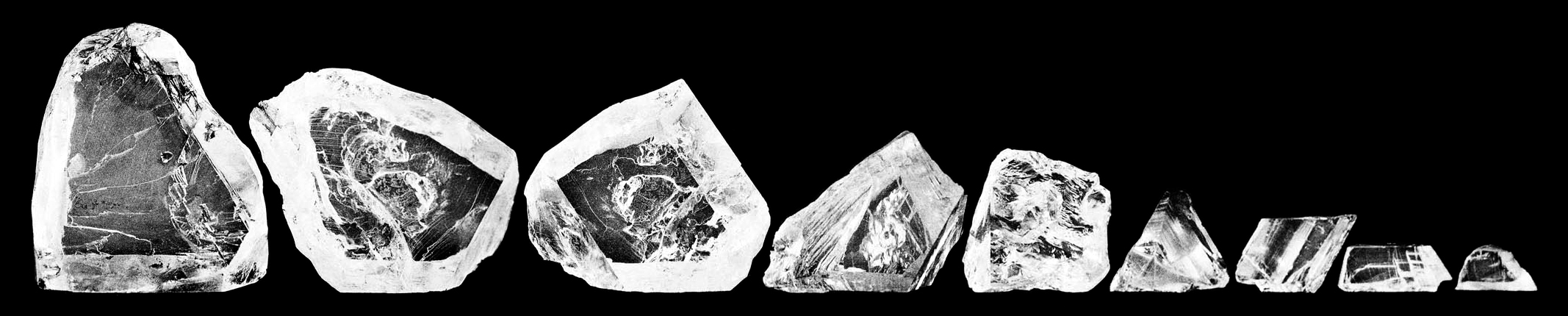
De största delarna före slipning
Foto från 1908.

Den första klyvningen gjordes den 10 februari 1908 av Joe Asscher. Vid första försöket gick kniven av specialhärdat stål sönder, och på diamanten syntes intet märke. Vid andra försöket med ny kniv sprack den stora rådiamanten i fem stycken. En skröna säger att Joe Asscher därvid blev så tagen att han svimmade.
Andra fick fortsätta. Resultatet blev först nio större delar och från dessa avskildes senare 96 successivt mindre delar. Slutresultatet blev 3 mycket stora bitar, 9 ganska stora bitar och 96 små. Slipningen av alla dessa tog sammanlagt 8 månader. Efter slipningen fick de nio största namnen (Cullinan I … IX). De 96 mindre blev ej namngivna.

### Resultatet

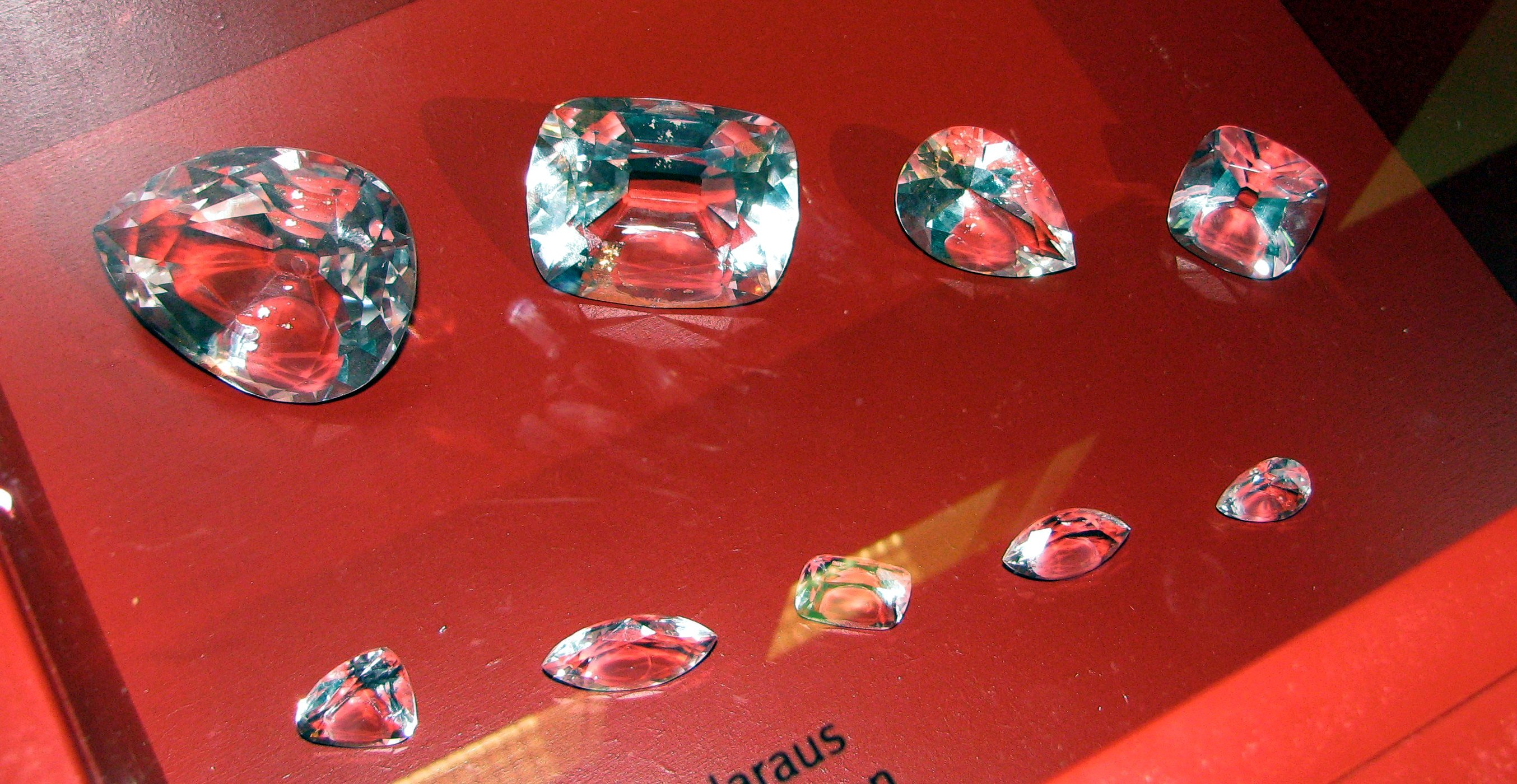
Repliker av Cullinan I…IX efter slipning
De röda skiftningarna kommer från underlaget, som syns genom de helt klara stenarna.

- Cullinan I, det största stycket slipades till The Great Star of Africa (Stora Afrikastjärnan) om 530,20 ct, 58,9 × 45,4 × 27,7 mm. Den fick 76 fasetter och monterades i Edvard VII:s spira, The Sceptre of the Cross, som sålunda ingår som en del i de brittiska riksregalierna. Spiran förvaras i Towern i London.[2]
- Cullinan II, 317,4 ct, Lesser star of Africa, (lilla Afrikastjärnan) är monterad i brittiska drottningens krona
- Cullinan III, 95 ct, sitter i toppen på den brittiska kronan
- Cullinan IV, 63,7 ct, sitter i bandet kring drottningmodern Elizabeths krona. Den kan tas bort och bäras som en brosch eller hängsmycke. Förvaras i Towern.

- Cullinan V, 18,65 ct
- Cullinan VI, 11,5 ct
- Cullinan VII, 8,77 ct
- Cullinan VIII, 6,80 ct
- Cullinan IX, 4,39 ct

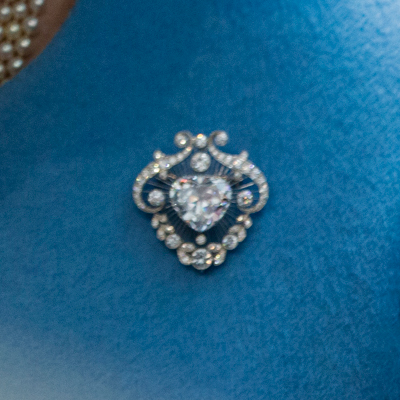
Cullinan V, brosch

Även Cullinan V…IX ingår bland de brittiska riksregalierna.
Cullinan I gällde med sina 530,2 ct länge som världens största polerade ädelsten ända tills man 1985 i samma gruva som gav cullinandiamanten hittade en ännu större sten, som döptes till Golden Jubilee. Denna gav upphov till en 545,67 ct slipad sten, som därmed t v (2016) erövrar världsmästartiteln, och petar ner Cullinan I till andra plats.